# Herb Szczyrby

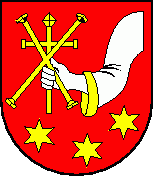
Herb Szczyrby

Herb Szczyrby – jeden z kilku symboli wsi i gminy (obec) Szczyrba.

## Opis herbu
Na czerwonej tarczy ponad trzema złotymi sześcioramiennymi gwiazdami, ramię w srebrnym rękawie ze złotą lamą. Jednocześnie w dłoni dzierży złoty krzyż św. Andrzeja oraz złoty krzyż łaciński.

## Historia i symbolika herbu
Symbolem Szczyrby co najmniej od XVI wieku jest postać św. Andrzeja Apostoła z krzyżem skośnym w prawej dłoni, który związany jest z męczeńską śmiercią świętego. Nietypowe jest natomiast połączenie krzyża skośnego z krzyżem łacińskim, które ma symbolizować nadzwyczajną jedność i siłę. Gwiazdy przypominają te z herbów trzech rodów, których kolejno Szczyrba była własnością: Svätojánskych (Świętojańskich), Bánovských (Banowskich) i Smerčanských (Smreczańskich). Czerwona barwa tarczy herbowej nawiązuje do męczeńskiej śmierci patrona Szczyrby – świętego Andrzeja.